# Gaceta Médica
La Gaceta Médica, o simplemente Gaceta Médica, fue una revista española de medicina, publicada entre 1845 y 1853 en Madrid.

## Historia
Fundada en 1845 en Madrid, su primer número aparece el diez de enero de dicho año, su director fue Matías Nieto y Serrano. Tuvo un antecedente en la revista semanal Gaceta Médica, publicada entre 1834 y 1835 y que tuvo como principal responsable a Nicolás Alfaro. El último número aparecería en 1853. En 1854 se fusionaría con el Boletín de Medicina, Cirugía y Farmacia para dar lugar a El Siglo Médico.
En ella colaboraron nombres como los de Francisco Alonso Rubio, Juan Avilés, José Calvo y Martín, Ricardo de Federico, Pedro Fernández Trelles, Juan Fourquet y Muñoz, Francisco de Paula García Desportes, Patricio Salazar y Rodríguez, Tomás Santero y Moreno o Fernando Ulibarri, entre otros.